# Вики Вэйл
Ви́ки Вэйл (англ. Vicki Vale) — персонаж DC Comics. Создана Бобом Кейном и Биллом Фингером, впервые появилась в Batman #49 (октябрь 1948). Вики обычно изображается как возлюбленная Брюса Уэйна.
Заняла 93-е место в списке «100 самых сексуальных женщин в комиксах» по версии журнала Comics Buyer’s Guide.

## История публикаций
Персонаж создан писателями Бобом Кейном и Биллом Фингером. Дебют состоялся в октябре/ноябре 1948 года. По общему мнению созданный, чтобы отразить успех коллеги репортера Кларка Кента и любовного увлечения Лоис Лейн, её роль в истории состояла в значительной степени из сообщения о действиях Бэтмэна для газеты «Готэм». Часто заговор истории, показывающей Вики Вэйл, вращался вокруг её подозрений относительно личности Бэтмэна.

## Биография
Вики Вэйл впервые появилась в Batman #49 (октябрь 1948) в 12-страничном рассказе под названием Scoop of the Century! написанного Биллом Фингером с художниками Бобом Кейном и Лью Шварем.
Часто сюжет с участием Вики Вэйл вращался вокруг её подозрений, что Бэтмен и Брюс Уэйн были одним и тем же человеком. Бэтмену обычно удавалось обмануть её к концу каждой истории, заключив, что на самом деле он не был Брюсом Уэйном, но её подозрения вновь появятся в более поздней истории.
Вики оставалась выдающимся персонажем в рассказах Бэтмена из Batman #49 в 1948 году до Detective #320 в октябре 1963 года. В 1964 году Юлиус Шварц стал редактором комиксов, связанных с Бэтменом. Он отменил несколько персонажей, поддерживающих «Серебряный век» Бэтмена, в том числе Вики Вэйл, Бэтвумен, Бэтгёрл, Бэт-Майта и Бэт-Гончую.
Вики Вэйл появилась 13 лет спустя в Batmal Family #11 (июнь 1977). Теперь она была замужем и известна как Вики Вэйл Пауэрс. Она также упоминалась в Batmal Family #16. После этого она исчезла ещё на пять лет.
Вики вернулась в феврале 1982 года в Batmal #344. Редактор и писатель, по-видимому, не знали о её появлениях в 1970-х годах, поэтому не было упоминания о её браке, и в сноске говорилось, что она не появилась со времен Detective #320. Вероятно, она была в Европе годами, но теперь вернулась в Готэм-Сити. Вики снова стала романтическим интересом Брюса Уэйна, заработав гнев Женщины кошки в Batman #355 (январь 1983). У неё также было соперничество за чувства Брюса с Джулией Ремарк, дочерью Альфреда Пенниуорта и Мадемуазель Марии. (Джулия Ремарк была уничтожена из преемственности после Кризиса на Бесконечных Землях).
Вэйл исчезла из комиксов вскоре после Кризиса на бесконечных землях, но в Batman: Year One Фрэнка Миллера, она репортер по сплетням, которая флиртует с судьей во время шопинга. Она вернулась в 1989 и 1990 годах в эпоху Гранта/Брейфуга, чтобы совпасть с выпуском Бэтмена Тима Бёртона. Вики снова начала романтические отношения с Брюсом Уэйном, но расстроилась из-за его частых отсутствий. Когда он госпитализирован после нападения Лица со шрамом, Брюс борется над тем, стоит ли ей говорить, что он Бэтмен, но решает не делать этого, что приводит к концу их отношений. Брюс позже сожалеет об этом, когда он спускается в короткую депрессию после своего поражения от Бэйна.
Вэйл снова появился в титуле Wonder Woman как одна из хозяев телевизионной программы The Scene (аналог The View). Её сохозяева включали Лию Бриггс, Тони Янга и Линду Парк. Показаны два эпизода, в которых они беседуют с Чудо Женщиной о её карьере. В книге Black Glove в прямом эфире она предлагает наилучшие пожелания Брюсу и его новой леди, Джезебель Джет.
Вики появляется со светлыми волосами в романе 2008 года Two-Face: Year One, состоящего из 2 частей. Она беседует с коррумпированным адвокатом по имени Вайнштейн, который бежит за адвокатом округа Готэм против Харви Дента. Она присутствует, когда Дент, являющийся теперь обезображенным гангстером Двуликим, сталкивается с Вайнштейном и Брюсом Уэйном на вечеринке в Усадьбе Уэйнов.
В 2009 в Batman: Battle for the Cowl, в мини-серии кроссовере Gotham Gazette, она утверждает, что узнала личность Бэтмена. Вики вернулась в газету Gotham после того, как её телевизионная карьера потерпела неудачу. В то время как широкая публика больше заинтересована в том, что случилось с Бэтменом, Вэйл хочет знать, что случилось с Брюсом Уэйном, который последний раз был «замечен» во Вьетнаме (который на самом деле был Хашем, маскирующимся под именем Уэйн). Вики говорит с Люциусом Фоксом, но все ещё не может получить правильный ответ о местонахождении Брюса. Снова чувствуя себя «настоящим репортером», она взволнована, когда получает приглашение Брюса на свидание в баре Робинсона. В Battle for the Cowll #3 Вики сообщает о хаосе, который был вызван Двуликим после исчезновения Бэтмена.
В следующем выпуске Gotham Gazette в «Batman Alive» Вики видит, что Брюс не присутствует на корпоративе. В то время как там, она наблюдает напряженность между Диком Грейсоном и Барбарой Гордон, а также шрамы на Тиме Дрейке, позволяя ей узнать двойную жизнь, которую они и Брюс скрывают. В конце рассказа она увидела, что на её стене изображают картины, соединяющие разных членов семьи Бэтмена с их секретными именами и заявляет, что она докажет свои подозрения.
Вики становится важным вспомогательным персонажем в 6 выпуске серии Red Robin. В этом выпуске она начинает задавать вопросы и встречается с Брюсом Уэйном (под именем которого на самом деле скрывается Хаш/Томас Эллиот). Он соглашается на интервью/свидание с ней. Это происходит в 9 выпуске Red Robin, где Уэйн/Эллиот избегает вопросов. Вики наконец получает свое доказательство в Batman #703.
В Bruce Wayne: The Road Home прежде чем она публикует секрет Брюса, Вики хочет знать, как и почему он Бэтмен. Она называет Уэйна Мэнор и угрожает опубликовать статью, если Брюс не встретится с ней, чтобы обсудить это. Альфред отправляет все ещё в костюме Томаса Эллиота встретиться с ней. Он говорит Вики, прежде чем поцеловать её, что он не Бэтмен. Когда она возвращается домой, она понимает, что он не был Брюсом Уэйном и зная, что Дик Грейсон теперь играет роль Бэтмена, она задает вопрос: «Где Брюс Уэйн?» Держа историю, пока она не раскрывает правду позади этого, Вики отправляется в Поместье Уэйнов и говорит Альфреду, что она знает правду. Альфред говорит ей, что Брюс, которого опасаются мертвые, вернулся, но пока не сказал всем. Удерживая историю, она встречает Барбару Гордон и говорит ей, что знает правду. Она спрашивает своего бывшего бойфренда, Джека Райдера, должна ли она опубликовывать статью и сворачивать свою карьеру. Вики испытывает жалость с Комиссаром Гордоном, но все идет не так, как планировалось, что приводит к тому, что Женщина кошка выясняет, что она знает не только о Бэт-семье, но и о Сиренах Готэма, особенно о Женщине кошке. Вики в конечном итоге охотится на Лигу Убийц после того, как Ра’с аль Гул понимает, что она знает секрет Бэтмена. Тем не менее, Брюс в конечном итоге спасает её. Она обещает ему, что никогда не откроет свои секреты. Вики понимает, что миссия Брюса куда больше важна, чем истина, которую она ищет и решает не раскрывать свои секреты и становится его союзником. Во время конфликта Ра’с понимает, что Вики является потомком Марселя «Хаммер» дю Вольера, французского солдата и одного из немногих, кто бросал вызов Ра’су и его воинам за сотни лет до Бэтмена. Ра’с утверждает, что дю Воллиер похитил женщину, которую он пытался судить. Несмотря на то, что он давно убил дю Вольере после их последней битвы, подразумевается, что дело Аль Гула с Вики не закончено, поскольку он клянется отследить всё, что связано с его врагами.
В Batman and Robin #18 другая экс-девушка Уэйна теперь злодей под названием Отсутствие, которая приходит, чтобы вырвать глаза Вики. В следующем выпуске Бэтмен и Робин спешат к своей квартире только за Отсутствием, чтобы показать, что Вики связана с заткнутым ртом в шкафу. Отсутствие тогда объясняет, что она никогда не собиралась убивать Вики, но она использовала её в качестве приманки, чтобы заманить Бэтмена в ловушку.

### The New 52
В The New 52 (перезапуск вселенной DC Comics), Вэйл приветствует Брюса на вечеринке и представляет его кандидату на пост мэра Линкольну Маршу. В Batman #22, части сюжета Batman: Zero Year она присутствует во время объявления Wayne Enterprises о том, что Брюс Уэйн примет участие в семейном бизнесе. После вторжения Преступного Синдиката на Землю она начинает расследование организованной преступности в Готэме. Она спасена Харпер Роув, когда головорезы нападают на неё и её помощника в Готэм-Нарроуз. Харпер берет Вики за то, что не знает, на какой территории она находится. Вики также расследует связь Преступного Синдиката с коррупцией в полиции с помощью Джейсона Барда, Харви Буллока и Мэгги Сойер. Вэйл позже начинает встречаться с Бардом, пока её исследование не показывает, что у Барда есть вендетта против бдительности с тех пор, как любитель Бэтмен-подражатель в Детройте привел к смерти Джоди Хокинса, его партнёра/любовницу, это событие оставило Барда с ненавистью к Джиму Гордону, чувствуя, что достойному полицейскому не понадобится Бэтмен, чтобы помочь его городу. Когда Вики называет его отвращением к этому откровению, Бард пытается сказать ей, что он только что «опустил» Бэтмена (наняв Люциуса Фокса после банкротства бизнеса Уэйна, чтобы создать дистанционный контроль для Бэтмобиля, который позволил Барду свернуть ему в здание с Бэтменом внутри), но Вики сообщает ему что он жалок, и что она собирается повесить трубку до того, как появляется Бэтмен (который она правильно берет на себя ответственность за нападение Барда), чтобы дать ему ударить в лицо, которое он так полностью заслуживает. Вынужденный признать, насколько он упал, Бард уходит в отставку из-за своих связей с организованной преступностью, затем добровольно рассказывает Вики подробности.

## Другие версии
- Статья Вики Вэйл показана в DC: The New Frontier[22].
- В All Star Batman & Robin, the Boy Wonder Фрэнка Миллера и Джима Ли, Вики Вэйл играет роль романтического интереса Брюса Уэйна[23].
- В мини-серии 2005—2007 годов. Justice, Вики снова появляется в качестве репортера, говоря об отсутствии Лиги Справедливости после нескольких злодеев, совершающих беспредел во всем мире[24].
- В альтернативной временной шкале сюжета Flashpoint Вики Вэйл является телевизионным репортером в день свадьбы Аквамена и Чудо-женщины[25].
- Вики Вэйл делает короткое появление в The Batman Strikes! #15, что само по себе является спутниковым рассказом о Бэтмене против Дракулы.

## Вне комиксов

### Телевидение
- В эпизоде пилотной серии сериала Чак от NBC, лучший друг главного героя Морган Граймс вспоминает о представлении Ким Бейсингер игравшей роль Вики Вэйл в фильме 1989 года, когда он встречает главного женского героя Сару Уокер.
- Вики Вэйл вообще не появляется в мультсериале Бэтмен, Саммер Глисон (репортер, ведущий ток-шоу для «Gotham Live» и новостного канала в Готэм-Сити) служит её заменой. Как и Вики, Саммер также имеет рыжие волосы и работает репортером (в то время как Вэйл была фотожурналистом).
- Бэтмен: Отважный и смелый имеет две версии персонажа.
  - Персонаж Вилси Вайлар (озвучена Даной Дилейни)[26] появляется в эпизоде «Супер-Бэтмен Планеты Икс!» Смесь Вики Вэйл и Лоис Лейн явно смоделирована после того, как Вики Вэйл из Золотого века комиксов, а её характер является любовным интересом для Бэтмена Зур-Эн-аррха и работает на солнечный цикл Глобус (газета компании, похожей на Daily Planet).
  - Фактически Вики Вэйл появляется позже, озвучила Габриель Картерис[27]. В эпизоде «Битва супергероев», она показана, охватывая банковское звание, организованное королем Тутом (переименованное в фараон), а также последующую битву между злодеем и Бэтменом и Робин. Вики позже создает эпизод в эпизоде «Ночь батманов», где ей показывают интервью с Акваманом во время подписания книги. Вэйл также появляется в эпизоде «Триумвират террора», где она и Бэтмен были помещены в смертельную ловушку Джокер, в которой их привязывали к большому пирогу и стреляли в соседнюю статую. Бэтмен удается освободить себя и Вики от большого пирога.
- Вики Вэйл была изображена Бруком Бернсом в «Очень позднем» (также известном как «Горячая дата»), одной из рекламных роликов Onstar «Бэтмен», которые подражали взгляду фильма 1989 года[28]. В рекламе, Бэтмен сражается с пингвином и связывается с Вики через OnStar, чтобы сказать ей, что он будет «очень поздно».
- В 3 сезоне Готэма вводит тетушку Вики Вэйл, Валери Вэйл (Джейми Чунг)[29]. Она также является репортером. У Валери короткий роман с Джеймсом Гордоном (Бенджамин Маккензи). Валери была похищена и ранена Джервисом Тичем (Бенедикт Самуил).

### Кино
- В фильме «Бэтмен» Тима Бертона, роль исполнила Ким Бейсингер. По сюжету Вики Вэйл намеревается раскрыть личность Бэтмена.
- В фильме «Бэтмен возвращается» Тима Бертона. По сюжету Вики Вэйл упоминается Брюсом Уэйном о том что они расстались.

### Мультипликация
В мультфильме «Бэтмен против Дракулы» 2005 года Вики Вэйл Озвучена Тарой Стронг. Её похищает граф Дракула, чтобы воскресить свою невесту.

### Видеоигры
- Вики Вэйл появляется в онлайн-игре DC Universe Online. Озвучила Лорри Сингер[27].
- Вики Вэйл также появляется в LEGO Batman 2: DC Super Heroes Озвучена Анной Вочино. Она выступает в качестве новостного якоря для GCN. Во время событий она пытается успокоить людей беззаботными версиями новостей, которые происходят во время миссий Бэтмена, даже критикуя идею о том, что преступники запечатаны в одном из районов города.

- Вики Вэйл появляется в серии «Batman: Arkham», озвучена Грей Делисле и Джулс де Йонг[27][30].
  - В Batman: Arkham City, После того, как «Тёмный рыцарь» накрывается в Аркхэме, Вики командует вертолётом и пытается покрыть его наблюдения. Джокер быстро нацеливает свой самолёт с помощью ракеты класса «земля-воздух», запущенной из его укрытия, в результате чего он падает. Затем Бэтмену удалось спасти её от снайперов, оставив её в заброшенном здании. Позже в игре Вэйл можно увидеть внутри церкви тюрьмы, беседуя с мэром Шарпом о его причастности к Хьюго Стрейнджу.

В нескольких эпизодических выступлениях в Batman: Arkham Origins, Вэйл посещала тюрьму Блэкгейт для казни Календарного человека.

### Batman: Telltale
- Вики Вэйл появляется в Batman: The Telltale Series, озвучена Эриной Иветт. В рамках этой серии она сначала выступает в качестве союзника с Брюсом Уэйном/Бэтменом, прежде чем раскрывается как леди Аркхэм (озвучена Стивом Блюмом) в третьем эпизоде.

### Музыка
- В альбоме саундтрека Batman к фильму 1989 года входит трек под названием «Vicki Waiting».
- В сингле Batdance появляется трек под названием «Batdance (Vicky Vale Mix)».
- В песне Марка Аарона Джеймса Aquaman’s Lament она является объектом безответной любви Аквамэна и основным акцентом в песне.
- Spank Rock упоминает Вики Вэйл в своем треке «Car Song».
- В 2006 году в альбоме Sexor певца Tiga имя Вики Вэйл было записано во время песни «Who’s That?»